# Áfangar
Áfangar est une sculpture d'Islande située sur l'île de Viðey, à Reykjavik. Créée par l'artiste américain Richard Serra, elle est composée de neuf paires de colonnes basaltiques.